# Gurun
Gurun – miasto w Malezji, w stanie Kedah. W 2000 roku liczyło 13 118 mieszkańców.